# Diederik III van Kleef
Diederik III (Diederik I volgens een andere telling) (ovl. 1117) was graaf van Kleef van 1091 tot 1117. Hij was getrouwd met gravin Maria van Henneberg en samen kregen ze twee onbekend gebleven dochters.
Diederik deed mee aan de Eerste Kruistocht (1097 - 1099) en de verovering van Jeruzalem.
Aanvankelijk koos hij de zijde van keizer Hendrik V in zijn strijd tegen de paus, maar na het verlies tegen de aartsbisschoppen in 1115 verwisselde hij in 1117 van partij. Door zijn steun aan Hendrik V verspeelde hij de voogdij over de abdij van Brauweiler. Na van partij te zijn veranderd werd hij voogd over het sticht Zyfflich.
Omdat hij alleen dochters had, droeg hij in 1117 het graafschap op zijn sterfbed over op zijn broer Arnold Volgens andere bronnen was Arnold geen broer maar een zoon van Diederik III.